# 堯恩加內峰
72°4′S 0°17′W / 72.067°S 0.283°W
堯恩加內峰（德語：Joungane），是南極洲的山峰，位於毛德皇后地的瑪塔公主海岸，處於斯托延峰以北，屬於斯維爾德魯普山脈的一部分，根據德國探險隊拍攝的空中照片繪入地圖，現時由南極條約體系管理。